# Belenois creona
Belenois creona is een dagvlinder uit de familie van de Pieridae, de witjes. Belenois creona komt verspreid voor in het Afrotropisch gebied. De vlinder heet in het Engels "African Common White", omdat het in Afrika een van de veelvoorkomende witjes is. De spanwijdte bedraagt tussen de 40 en 45 millimeter.

## Taxonomie
Men onderscheidt de volgende ondersoorten:
- Belenois creona creona (Cramer, [1776]) (West-Afrika, Soedan en West-Ethiopië)
- Belenois creona benadirensis (Somalië)
- Belenois creona boguensis (Eritrea en Oost-Ethiopië)
- Belenois creona elisa (Comoren)
- Belenois creona leucogyne (Saoedi-Arabië, Jemen)
- Belenois creona prorsus (Madagaskar)
- Belenois creona severina (Centraal- en Zuidelijk Afrika)

## Waardplanten
De rups van deze soort leeft op planten van de geslachten Boscia, Capparis, Cleome, Maerua, Niehbuhria en Ritchiea